# フォーリーブス
フォーリーブスは、日本の男性アイドルグループ。所属事務所はジャニーズ事務所。1967年4月1日結成、1968年9月5日レコードデビュー、1978年8月31日解散。解散から24年を経た2002年に再結成を果たした。初期のジャニーズ事務所を代表するグループでもあった。

## メンバー
|            | プロフィール                                                                                               | 愛称       |
| ---------- | --- | ---------- |
| 北公次     | 1949年1月20日 - 2012年2月22日（63歳没）、A型 和歌山県田辺市出身                                            | コーちゃん |
| 青山孝史   | 1951年8月10日 - 2009年1月28日（57歳没）、A型 佐賀県佐賀市高木瀬町出身（小学校4年生から神奈川県川崎市育ち） | ター坊     |
| 江木俊夫   | 1952年6月4日（73歳）- 、A型 東京都武蔵野市吉祥寺出身                                                       | トシ坊     |
| おりも政夫 | 1953年7月4日（72歳）- 、B型 東京都江東区亀戸出身                                                           | マー坊     |

## 脱退メンバー
| 脱退メンバー | プロフィール                         | 愛称           | 備考 |
| ------------ | ------------------------------------ | -------------- | --- |
| 永田英二     | 1955年5月29日（70歳）- 、 東京都出身 | 英ちゃん、英坊 | フォーリーブスの結成当時（1967年4月）にはまだ小学6年生だったために退団した。 入れ替わりに青山孝史がフォーリーブスに入りその後にレコードデビューしているため、永田は幻のメンバーとして一部に知られている。 |

## 経歴
1967年4月1日、ジャニーズの「太陽のあいつ」という曲のバックダンサーとしてグループを結成。メンバーは、元々ジャニーズの付き人だった北公次、3歳から子役で活躍していた江木俊夫、劇団若草出身でファッションモデルをしていたおりも政夫、同じく劇団若草出身の永田英二の4人だった。同年6月、大阪フェスティバルホールにてジャニーズが主演のミュージカル『いつかどこかで〜フォーリーブス物語』に出演。しかしまだグループ名は無く、「ジャニーズJr.」としての出演だった。
同年8月、第33回日劇ウエスタンカーニバルに初出演。この時、初めてグループ名が正式に『フォーリーブス』に決まった。 なお、「フォー・リーヴズ＝Four Leaves（4枚の葉）」の意味が定説だが、本来の名前の由来は、ジャニー喜多川が脚本を書いた上記のミュージカル『いつかどこかで〜フォーリーブス物語』内のグループ名からで、「4つに“別れる、去る、出発する”」という意味の自動詞の「“leave”」である。
同年10月、結成メンバーの永田英二は当時小学6年生だったため脱退し、スクールメイツ出身の青山孝（2002年に青山孝史と改名）が加入。同じく同年10月より日本テレビ『プラチナゴールデンショー』にレギュラー出演するようになる。
1968年9月5日、CBS・ソニーレコード（現：ソニー・ミュージックレーベルズ）の国内契約第1号アーティストとして、シングル「オリビアの調べ」にてレコードデビュー。
1970年にはブロマイドの売上げが男性歌手部門の1位になり、衰退期にあった御三家やグループ・サウンズのザ・タイガースなどに代わり、新御三家が台頭するまでの間、トップアイドルとなった。オリコン最高10位と大ヒット曲はなかったが、冒頭の江木の名ゼリフ「だって地球は丸いんだもん!」で知られる「地球はひとつ」や、「夏の誘惑」などがコンスタントにヒットを重ね、1970年から7年連続でNHK紅白歌合戦出場を果たす。先輩格のジャニーズと同様に、ミュージカルにも熱心に取り組み、その姿勢は現在のジャニーズ事務所に受け継がれている。
ジャニー喜多川とメリー喜多川姉弟は「タイガーズやテンプターズなど、他の人気グループと違い、フォーリーブスはグループ内にスター的存在のメンバーを作らない」「言うなればメンバー全員がスター」という確固たるポリシーを結成当時から一貫して持ち続けていた。二人は雑誌などでもたびたびその主旨の発言をしていた。また、1960年代前半にジャニーズの付き人をしていた北公次をどうしてもデビューさせたいがために、各所から人材を取捨選択して作ったグループだと後にジャニー喜多川が発言している。
ステージにおける歌唱やダンスにおいても、その「メンバー全員がスター」というポリシー同様、特定のメンバーが突出したり比重が置かれることは基本的になかった。メンバー全員が綺麗に振りを揃えたユニゾン・ダンスとハーモニーやユニゾンやパフォーマンスを重視するステージングであった。
そのコンセプト故に「フォーリーブスはグループでは人気があったが一人一人はスターじゃなかった」という関係者による評もあり、メンバー個々では主演級の役者やソロ・アーティストとしての活躍は難しかった。
1971年に渡米し、「Season Of The Sun」（「夏の誘惑」のアメリカ録音盤）と「Don't Let The Sun Catch You Crying」の2枚のシングルを録音してMGMから非売品プロモーション盤として発表した。
1972年に帝国劇場でミュージカル『生きていくのは僕たちだ!』に出演。
1973年の8月にフォーリーブスへのプレゼント代や追っかけ費用を稼ぐために売春していたという女子中学生グループが書類送検されて批判を浴びた。同年、公開コメディー番組『とことんやれ大奮戦!』に出演。青山はNHKドラマ『銀座わが町』で初レギュラー。
1974年4月スタートのNHKの音楽バラエティ番組『レッツゴーヤング』に初代メインレギュラーとして出演。
1976年1月15日に常磐ハワイアンセンター（後のスパリゾートハワイアンズ）にて開催されたショーで16歳の少女が興奮のあまり失神死するという事故がおきた。
長く賞には恵まれなかったが、10周年記念曲として1976年にリリースした「踊り子」で、東京音楽祭ゴールデン・カナリー賞の受賞を皮切りに日本歌謡大賞特別賞、日本テレビ音楽祭特別賞等を受賞した。しかしこの時人気は既に下降し始めていて、オリコン最高位は41位であった。なお、同曲のレコードでは北が歌っていたソロパートが、歌番組では青山の歌唱へ変更されていることが多かった。その年のNHK紅白歌合戦出場曲にもなり、ソロパートは北と青山の2名によるツインボーカルによる歌唱で披露されたが、画面に映っているのは北だけであった。翌1977年に起死回生を賭けてリリースした「ブルドッグ」は、硬派で攻撃的な歌詞や独特の奇抜なパフォーマンスが話題を呼びオリコンでは前年の「踊り子」を上回る売上を記録したが（最高位は40位）、7年連続出場したNHK紅白歌合戦には落選した。しかし、この曲はその後も後輩のジャニーズアイドル達によってライブやテレビで歌い継がれているほか、1987年にはフジテレビ「志村けんのだいじょうぶだぁ」のオープニングコント「ご存知!じいさんばあさん」のネタの一部に使用されたり、更に1997年には富士フイルム「写ルンです」のCMソングに起用され、2006年にはタレントの城咲仁によってカバーもされた。
1970年代中期頃から後進や後輩のアイドルやグループへと人気が移行していく。それまではグループや個人（青山、北）で雑誌などの人気投票の上位に位置することが多かったが、新御三家デビュー後の1973年頃から次第に上位から後退していく。比例するように雑誌記事やグラビアも減少していった。テレビにおけるメインレギュラー番組も1975年に降板、同じくコンサートやリサイタルの公演数も減り、ツアーもなくなり、ジャニーズ事務所の後輩やジュニアとの共演や二部構成の割合が増加する。
事務所の後輩であり新御三家の1人である郷ひろみが移籍した頃から、徐々に世間の関心がニューミュージック勢に比重が移っていくのと比例して、人気やレコードセールス及び所属するジャニーズ事務所の状況も低迷する。新御三家を除いた男性アイドル冬の時代に突入し、個人での活動の比重も高くなり、それぞれの芸能活動における方向性の違いも顕著になっていった。グループよりも、司会などソロのタレント活動が好調で複数のレギュラー番組を抱えたおりもの露出度が増えていき、メンバーの平均年齢も20代後半となり、1977年には青山が同事務所史上2人目の女性タレントで元ミス・ユニバース日本代表の嶋田じゅんと結婚（この際、東京で行われた披露宴の模様はテレビでも放送された）するなど、アイドルとしての活動に限界を迎えるようになっていった。
1978年7月21日に最後のシングル「THE END-思いがけず出会ったら-/夢のかけら」をリリース、1ヵ月にわたる全国ラストツアーを行い、同年8月31日、新宿の東京厚生年金会館のステージにて解散した。 この日は、副社長のメリー喜多川が初めてステージに上がり、「これから頑張っていこうね」と言いながらメンバーたちと抱き合って泣いた。 なお、この解散コンサートの模様はテレビ番組としても放送され、再放送までされている。また解散直前にはNHKの『ビッグショー』での単独ライブも放送され、初代レギュラーを務めた『レッツゴーヤング』内でも解散ライブが行われるなど、人気が下降していたとはいえ、最後まで注目を集めた続けたクループであった。解散にあたり、メンバー全員が「二度とフォーリーブスの名で再結成しない」などといった内容の念書を書かされ事務所に提出した。北と江木は解散と同時にジャニーズ事務所を退社し、翌年には青山も退社する。メンバーの中ではジャニーズ事務所在籍期間が一番長かったおりもも、1994年に退社している。
約12年の活動でシングル38枚を発表。そのシングル曲累計売上は約266万6千枚に及んだ。

### グループ内での位置付け
北公次は、デビュー曲「オリビアの調べ」をはじめ、以降も多くの楽曲に作詞者としてクレジットされている（ただし、後に自著で「多くは代作だった」と述べている）。また運動能力に優れ、バック転などの華麗なアクロバットを担当してステージを彩った。ステージ上でバック転を披露した初のアイドルでもある。
当時全盛を誇る渡辺プロダクションの次世代のスター育成機関であった東京音楽学院特待生で、スクールメイツのメンバーでもあったほど高い歌唱力を持つ青山孝は、歌唱面と音楽面においてのリーダー的存在。フルコーラスをソロボーカルで担当したシングルA面曲（2曲）が存在するのは彼だけである。フォーリーブスの楽曲と音楽性の高さは青山に負うところが大きい。日本大学芸術学部の学生でもあった青山は、芸能活動との兼業もありソロ活動は少なかったがグループ内では北と人気を二分した。70年代後半のコンサートでは他のメンバー達からの注文に応じてアレンジやコーラスなどの譜面の書き替えも任されていた。NHK紅白歌合戦に出場して「急げ!若者」（1974年）「ハッピー・ピープル」（1975年）を披露した際はメインの扱いであった。
名子役として芸歴の長い江木俊夫は子役の頃から周囲の百戦錬磨のスタッフすら騙されるほどの自然な演技力を身につけていたが、ジャニー喜多川の意向もありグループ内では三枚目キャラクターを担当していた。江木と同じく子役出身で最年少のおりも政夫はのんびりかつ飄々としたキャラクターと司会進行が持ち味。おりもと江木は再結成後も含めたコンサートやグループのレギュラー番組では二人で分担して司会やMCを担当し、バラエティやコントなどでは気味の悪い怪物や道化に徹した役回りや扮装、大胆なリアクションも辞さない軽妙なコメディリリーフ部分を担っていた。
ピークが過ぎた1974年頃から各自の個性を生かした単独での活動も徐々に増えていった。

### 解散後
解散後から再結成までの期間までは、解散直後にベストアルバムが販売されたものの、翌1979年の覚醒剤取締法違反による北公次の逮捕以後は、1992年8月にNHK-BS2で放送された『時代を駆ける栄光のアイドル達』を除き、当時の人気に反してメディアで振り返られる機会はほぼ皆無と言っても過言ではなかった。1981年に『さよなら日劇ウエスタンカーニバル』が開催された際、この企画の為にフォーリーブスを一時的に再結成させたいという話がジャニーズ事務所に持ちかけられたが即座に断られたこともあった。編集盤も解散直後に発売された物を除くと1997年9月21日発売の『アーリーシリーズ・ベスト・オブ・フォーリーブス』が初のベストアルバムであり、アルバムの再発もCDでは1994年5月21日発売の『若者』のみであった。
本家であるフォーリーブスによる過去の楽曲や映像の再発や放送の機会がほとんどない一方、レコードデビュー前の少年隊がテレビ番組やコンサートでフォーリーブスの代表曲であった「ブルドッグ」「踊り子」「急げ!若者」「地球はひとつ」をレパートリーとして発表。それを皮切りにジャニーズ事務所に所属する後輩のグループやジャニーズJr.によってそれらの楽曲がテレビやライブで歌われるようになった。
1980年代にも、おりもがレギュラー出演していたテレビ朝日系列『象印クイズ ヒントでピント』に幾度か青山と江木が出演。またテレビ東京系列『飛び出せ釣り仲間』でも青山とおりもが共演している。
1990年頃、青山とおりもの2人で、静岡県浜松市肴町にある同じビル内に、「ステージバー・グリッター」（3F）というショーパブと、「タレント・ミュージック・スクール」（4F）という音楽学校の2つを開いた。

### 再結成
2001年2月にYahoo!で行われた「再結成してほしいグループ」のアンケートで1位を獲得したのをきっかけに、2002年1月29日、メンバー中誰よりも解散を惜しみ、節目の年の度に再結成を訴え続けていた青山の念願が叶い、再結成。初日に中野サンプラザでコンサートが行われた。同年8月22日にはシングル「it's more 愛(いつも愛)」を発売。同作は山野楽器銀座本店の週間ランキングで初登場4位となった。
ジャニーズ側が「北と青山には敷居を跨がせない」と言っていた事もあり、再結成に向けての交渉はメリー喜多川のもとへおりもと江木が出向いて行われた。最後にメリー喜多川が「下が見ているからね。恥をかかせるようなことはしてくださんな」と許可を出し、すぐに青山と北に伝えられ、再結成に至った。
2006年8月27日、ソニー・ミュージックダイレクトからCD-BOX『フォーリーブス 1968-1978』が発売される。これは全シングルのA面・B面にアルバムから選んだ曲を加えた5枚組。その後ソニーミュージックショップのオーダーメイドファクトリーでオリジナル・アルバムや青山孝のソロ・アルバムなどが復刻されている。
2006年8月12日、NHK『第38回思い出のメロディー』に出演し「ブルドッグ」と「地球はひとつ」を歌唱した。北公次はバック転も披露した。久々のテレビ出演であり、特にNHKには前述の1978年の解散時に出演した『ビッグショー』以来28年ぶりである。続く2007年1月に『徹子の部屋』にも出演した。以後の全員揃っての在京局のテレビ番組への出演は、2008年2月12日放送の『2時っチャオ!』と2008年11月11日放送の『NHK歌謡コンサート』（「ブルドッグ」を歌唱）がある。また、2007年3月2日放送の『Dのゲキジョー』に江木俊夫がVTR出演した際、フォーリーブスのコンサートや舞台裏の模様も放送された。
『NHK歌謡コンサート』出演から約2ヶ月半後の2009年1月28日、青山孝史死去。同年3月29日、東京厚生年金会館でのコンサートを最後に活動休止。
2012年2月22日、北公次死去。
2014年以降、江木とおりもの2人で、フォーリーブス名義でのコンサートを時折行っており、2016年1月27日には大阪・新歌舞伎座で「フォーリーブス コンサート〜永遠の絆〜結成50周年記念」を行った。
再結成時は、北＝青、青山＝緑、江木＝赤、おりも＝黄色と、イメージカラー（≒メンバーカラー）が決められていた。ただし、ジャニーズ事務所所属時は不詳。

## 評価
フォーリーブスはジャニーズ（初代ジャニーズ）に次いでジャニーズ事務所2組目のグループである。初代ジャニーズは1966年のグループサウンズブームが沸き起こった時に渡米中で、GSブームに乗り遅れた。対してフォーリーブスは日劇ウェスタンカーニバルでGSグループと積極的に共演し、デビュー曲に鈴木邦彦を迎えるなど、GSブームの波に乗ることに成功、「楽器を持たないGS」と呼称された。
1970年代になるとGS人気は下火になり、代わってアーティスト性を押し出したニュー・ロックや米国の対抗文化に由来したフォークが台頭する。しかしジャニーズ事務所は創業者のジャニー喜多川の活動方針から、非日常な世界を演出する舞台芸術の披露をメインに据えていたため、アーティスト性や政治性などのような個々のタレントの「自我」を前面に押し出すような楽曲を回避した。1974年のシングル「ヘイベイビー」には作曲に都倉俊一を迎え、この頃から軽快なソウルミュージックに転換し、人気の持続に成功した。

## ディスコグラフィ

### シングル
| #            | 発売日          | A/B面       | タイトル                          | 作詞                   | 作曲                       | 編曲                    | 規格品番    |
| CBS・ソニー  | CBS・ソニー     | CBS・ソニー | CBS・ソニー                       | CBS・ソニー            | CBS・ソニー                | CBS・ソニー             | CBS・ソニー |
| ------------ | --------------- | ----------- | --------------------------------- | ---------------------- | -------------------------- | ----------------------- | ----------- |
| 1            | 1968年 9月5日   | A面         | オリビアの調べ/壁のむこうに       | 北公次                 | 鈴木邦彦                   | 森岡賢一郎              | SONA-15001  |
| 1            | 1968年 9月5日   | A面         | オリビアの調べ/壁のむこうに       | 片桐和子               | G.Sacher M.Ahari           | 東海林修                | SONA-15001  |
| 2            | 1968年 12月10日 | A面         | 涙のオルフェ                      | 寺山修司               | 鈴木邦彦                   | 鈴木邦彦                | SONA-86013  |
| 2            | 1968年 12月10日 | B面         | はじめてなんだ                    | 寺山修司               | 鈴木邦彦                   | 鈴木邦彦                | SONA-86013  |
| 3            | 1969年 3月21日  | A面         | 恋するジャック                    | 橋本淳                 | すぎやまこういち           | すぎやまこういち        | SONA-86026  |
| 3            | 1969年 3月21日  | B面         | 緑の河                            | 橋本淳                 | すぎやまこういち           | すぎやまこういち        | SONA-86026  |
| 4            | 1969年 8月1日   | A面         | シャボンの匂いの女の子            | 遠藤千恵子 片桐和子    | Milt Rogers                | Milt Rogers             | SONA-86053  |
| 4            | 1969年 8月1日   | B面         | 朝日がのぼると                    | 片桐和子               | Milt Rogers                | Milt Rogers             | SONA-86053  |
| 5            | 1969年 11月24日 | A面         | 君にこの歌を/課外授業             | 藤田敏雄               | 白鳥八郎                   | 白鳥八郎                | SONA-86078  |
| 5            | 1969年 11月24日 | A面         | 君にこの歌を/課外授業             | 阿久悠                 | 山本直純                   | 森岡賢一郎              | SONA-86078  |
| 6            | 1970年 2月1日   | A面         | 若者は旅をつづける                | 岩谷時子               | いずみたく                 | 大柿隆                  | SONA-86087  |
| 6            | 1970年 2月1日   | B面         | 愛の鐘が鳴る                      | 岩谷時子               | いずみたく                 | 大柿隆                  | SONA-86087  |
| 7            | 1970年 5月21日  | A面         | ある兵士の賭け                    | 阪田寛夫               | 山本直純                   | 森岡賢一郎              | SONA-86119  |
| 7            | 1970年 5月21日  | B面         | 草笛の天使                        | 寺山修司               | J.Liebman                  | 森岡賢一郎              | SONA-86119  |
| 8            | 1970年 7月1日   | A面         | あしたが生まれる                  | 三瓶茂夫               | 梶沢知弘                   | 森岡賢一郎              | SONA-86126  |
| 8            | 1970年 7月1日   | B面         | ためらいながらも強く              | 阿久悠                 | 梶沢知弘                   | 森岡賢一郎              | SONA-86126  |
| 9            | 1970年 11月21日 | A面         | 人生は一度きりだから              | 岩谷時子               | いずみたく                 | 大柿隆                  | SONA-86158  |
| 9            | 1970年 11月21日 | B面         | なぜだよ                          | 岩谷時子               | いずみたく                 | 大柿隆                  | SONA-86158  |
| 10           | 1971年 3月1日   | A面         | 約束                              | 阿久悠                 | 筒美京平                   | 筒美京平                | SONA-86158  |
| 10           | 1971年 3月1日   | B面         | 朝やけの中で                      | 阿久悠                 | 梶沢知弘                   | 森岡賢一郎              | SONA-86158  |
| 11           | 1971年 7月1日   | A面         | 夏の誘惑                          | 北公次                 | 鈴木邦彦                   | 鈴木邦彦                | SOLY-87001  |
| 11           | 1971年 7月1日   | B面         | 太陽の季節                        | ちあき哲也             | 鈴木邦彦                   | 鈴木邦彦                | SOLY-87001  |
| 12           | 1971年 11月1日  | A面         | 地球はひとつ                      | 北公次                 | 都倉俊一                   | 都倉俊一                | SOLY-87003  |
| 12           | 1971年 11月1日  | B面         | お願いだから                      | 北公次                 | 都倉俊一                   | 都倉俊一                | SOLY-87003  |
| 13           | 1971年 12月1日  | A面         | はじめての世界で                  | 北公次                 | B.Gordy G.Gordy R.Davis    | G.Tage                  | SONA-86209  |
| 13           | 1971年 12月1日  | B面         | ちょと待て下さい                  | J.Nakashima / L.Garner | J.Nakashima / L.Garner     | G.Tage                  | SONA-86209  |
| 14           | 1972年 3月21日  | A面         | 新しい冒険                        | 北公次                 | 鈴木邦彦                   | 鈴木邦彦                | SOLY-4      |
| 14           | 1972年 3月21日  | B面         | 愛ははじまった                    | 有馬三恵子             | 鈴木邦彦                   | 鈴木邦彦                | SOLY-4      |
| 15           | 1972年 7月1日   | A面         | フォーリーブスの ヤンヤン体操     | 田村隆                 | 三保敬太郎                 | 岩崎宏康                | SOBA-2      |
| 15           | 1972年 7月1日   | B面         | フォーリーブスの ヤンヤンソング   | 田村隆 神坂薫          | 三保敬太郎                 | 岩崎宏康                | SOBA-2      |
| 16           | 1972年 7月21日  | A面         | 夏のふれあい                      | 北公次                 | 筒美京平                   | 筒美京平                | SOLY-6      |
| 16           | 1972年 7月21日  | B面         | 真夏の愛                          | 北公次                 | 筒美京平                   | 筒美京平                | SOLY-6      |
| 17           | 1972年 10月21日 | A面         | あなたの前に僕がいた              | 北公次                 | 都倉俊一                   | 都倉俊一                | SOLA-60     |
| 17           | 1972年 10月21日 | B面         | 孤独よさらば                      | 北公次                 | 都倉俊一                   | 都倉俊一                | SOLA-60     |
| 18           | 1973年 2月1日   | A面         | 愛と死/青空のおしゃべり           | 北公次                 | 鈴木邦彦                   | 鈴木邦彦                | SOLY-10     |
| 19           | 1973年 6月1日   | A面         | ふたりの朝                        | 北公次                 | A.Osmond                   | 森岡賢一郎              | SOLB-35     |
| 19           | 1973年 6月1日   | B面         | ガール                            | 北公次                 | A.Osmond M.Osmond          | 森岡賢一郎              | SOLB-35     |
| 20           | 1973年 7月21日  | A面         | 見上げてごらん夜の星を            | 永六輔                 | いずみたく                 | 高田弘                  | SOLB-53     |
| 20           | 1973年 7月21日  | B面         | チャチャチャで勉強                | 永六輔                 | いずみたく                 | 大柿隆                  | SOLB-53     |
| 21           | 1973年 11月1日  | A面         | 大人への階段/若いふたりに何が起る | 安井かずみ             | 川口真                     | 川口真                  | SOLB-81     |
| 22           | 1974年 1月21日  | A面         | あしたの悩み                      | 安井かずみ             | 鈴木邦彦                   | 鈴木邦彦                | SOLB-98     |
| 22           | 1974年 1月21日  | B面         | あやまち                          | うさみかつみ           | 鈴木邦彦                   | 鈴木邦彦                | SOLB-98     |
| 23           | 1974年 4月1日   | A面         | ヘイベイビー                      | 宮下康仁               | 都倉俊一                   | 都倉俊一                | SOLB-125    |
| 23           | 1974年 4月1日   | B面         | ひとつぶの幸福                    | 宮下康仁               | 都倉俊一                   | 都倉俊一                | SOLB-125    |
| 24           | 1974年 7月21日  | A面         | 急げ!若者                         | 千家和也               | 都倉俊一                   | 東海林修                | SOLB-164    |
| 24           | 1974年 7月21日  | B面         | さらば故郷の街                    | 千家和也               | 都倉俊一                   | 東海林修                | SOLB-164    |
| 25           | 1974年 11月1日  | A面         | 友情                              | 千家和也               | 都倉俊一                   | 東海林修                | SOLB-190    |
| 25           | 1974年 11月1日  | B面         | 青春の絆                          | 千家和也               | 都倉俊一                   | 東海林修                | SOLB-190    |
| 26           | 1975年 2月1日   | A面         | ふたりの問題                      | 橋本淳                 | 鈴木邦彦                   | 馬飼野康二              | SOLB-212    |
| 26           | 1975年 2月1日   | B面         | 早春のメルヘン                    | 橋本淳                 | 鈴木邦彦                   | 森岡賢一郎              | SOLB-212    |
| 27           | 1975年 6月1日   | A面         | 嵐のあと                          | 安井かずみ             | 馬飼野康二                 | 馬飼野康二              | SOLB-277    |
| 27           | 1975年 6月1日   | B面         | 悲しい雨                          | 安井かずみ             | 馬飼野康二                 | 馬飼野康二              | SOLB-277    |
| 28           | 1975年 11月1日  | A面         | 遠い日                            | 葉月多夢               | 小椋佳                     | 安田裕美                | SOLB-332    |
| 28           | 1975年 11月1日  | B面         | バイバイ?                         | 片桐和子               | 武川行秀                   | 田辺信一                | SOLB-332    |
| 29           | 1976年 1月21日  | A面         | めぐり逢い                        | 片桐和子               | いずみたく                 | 宮本光雄                | SOLB-358    |
| 29           | 1976年 1月21日  | B面         | 誘い                              | 片桐和子               | いずみたく                 | 宮本光雄                | SOLB-358    |
| 30           | 1976年 4月21日  | A面         | 魅せられし魂                      | 片桐和子               | P.Anka                     | F.Harlow                | SOLB-405    |
| 30           | 1976年 4月21日  | B面         | ぼくたちの道                      | 山川啓介               | 中川昌                     | 中川昌                  | SOLB-405    |
| 31           | 1976年 6月30日  | A面         | 踊り子                            | 阿久悠                 | 井上忠夫                   | いしだかつのり          | 06SH-28     |
| 31           | 1976年 6月30日  | B面         | 気になる女がとまり木で            | 阿久悠                 | 井上忠夫                   | いしだかつのり          | 06SH-28     |
| 32           | 1976年 10月21日 | A面         | ハートブレイク急行                | 阿久悠                 | 井上忠夫                   | 井上忠夫 いしだかつのり | 06SH-78     |
| 32           | 1976年 10月21日 | B面         | ルージュ                          | 阿久悠                 | 井上忠夫                   | 井上忠夫                | 06SH-78     |
| 33           | 1977年 2月25日  | A面         | 乾杯グラス                        | 阿久悠                 | 井上忠夫                   | 馬飼野康二              | 06SH-122    |
| 33           | 1977年 2月25日  | B面         | 流れゆく季節に                    | 阿久悠                 | 井上忠夫                   | 馬飼野康二              | 06SH-122    |
| 34           | 1977年 6月21日  | A面         | ブルドッグ                        | 伊藤アキラ             | 都倉俊一                   | 都倉俊一                | 06SH-178    |
| 34           | 1977年 6月21日  | B面         | 標的                              | 伊藤アキラ             | 都倉俊一                   | 田辺信一                | 06SH-178    |
| 35           | 1977年 11月21日 | A面         | 男と女の紙芝居・三幕              | 伊藤アキラ             | 都倉俊一                   | 田辺信一                | 06SH-228    |
| 35           | 1977年 11月21日 | B面         | コンドル                          | 伊藤アキラ             | 都倉俊一                   | 田辺信一                | 06SH-228    |
| 36           | 1978年 4月21日  | A面         | どうして‥                         | 北公次                 | 青山孝                     | 田辺信一                | 06SH-279    |
| 36           | 1978年 4月21日  | B面         | プロポーズ                        | 北公次                 | 青山孝                     | 田辺信一                | 06SH-279    |
| 37           | 1978年 7月1日   | A面         | 宇宙のファンタジー                | 北公次                 | M.White V,White E.D.Barrio | いしだかつのり          | 06SH-361    |
| 37           | 1978年 7月1日   | B面         | 銀河の覇者                        | 北公次                 | M.White V,White E.D.Barrio | いしだかつのり          | 06SH-361    |
| 38           | 1978年 7月21日  | A面         | THE END －思いがけず出会ったら－  | 岩谷時子               | 青山孝                     | いしだかつのり          | 06SH-365    |
| 38           | 1978年 7月21日  | B面         | 夢のかけら                        | 北公次                 | 青山孝                     | いしだかつのり          | 06SH-365    |
| フリーボード |                 |             |                                   |                        |                            |                         |             |
| 39           | 2002年 8月22日  | 01          | it's more 愛                      | フォーリーブス         | 青山孝                     | 西込加久見              | FBCM-2      |
| 39           | 2002年 8月22日  | 02          | 踊り子2002                        | 阿久悠                 | 井上忠夫                   | 西込加久見              | FBCM-2      |
| 39           | 2002年 8月22日  | 03          | 見上げてごらん夜の星を            | 永六輔                 | いずみたく                 | 西込加久見              | FBCM-2      |

### アルバム
- フォーリーブス - ヒット・ヒット・ヒット ゴールデン・ショー（1969年9月5日、SOND-66012）
- スーパー・プレゼント （1972年8月21日）
- 北公次ロマン詩集より 青春（1973年3月21日、SOLL-53）
- スーパープレゼント'74（1974年7月21日、SOLL-61）
- 若者（1974年11月21日、SOLL-99）
- 一本の樹（1976年11月21日、 25AH-122）

### サウンドトラック
- フォーリーブス・ヤング・サプライズ 少年たち 〜小さな抵抗〜（1969年12月5日、SOND-66019）
- 夏の嵐 〜第1章 光/第2章 影〜（1970年8月1日、SOND-66033）
- 素足で駆けるとき -ある少年の記録-（1970年10月21日、SOND66037）
- 少年たちシリーズ 〜太陽からの少年〜（1971年5月1日、SOND-66051）
- フォーリーブス・ミュージカル 少年たちシリーズ 〜明日なき友情〜（1971年9月5日、SOLL-136）
- 見上げてごらん夜の星を（1973年7月21日、SOLJ-76）-　フォーリーブス結成7周年記念版

### ライブアルバム
- フォーリーブス・ライブ・ミュージカル 生きていくのは僕たちだ! （1972年2月21日、SOLJ-1）
- フォーリーブス・郷ひろみ ジョイントリサイタル（1974年9月5日、SOLU-29-30、JS-7452-53）-　1974年5月3日の大阪フェスティバルホールでのジョイントライブ盤
- FOUR LEAVES LIVE（1975年10月1日、SOLL-177）-　1975年8月12日の大阪フェスティバルホールでのライブ盤
- フォーリーブス10周年記念PART1（1976年7月21日、25AH-51）-　1976年4月4日の中野サンプラザでのライブ盤。JOHNNYS' ジュニア・スペシャルと豊川誕も参加。フォーリーブスの座談会入り。
- LOVE FOREVER（1978年5月1日、38AH461〜2）-　1978年2月11日の渋谷公会堂でのライブ盤
- GOOD-BYE（1978年10月21日、38AH637〜8）-　1978年8月31日の新宿の東京厚生年金会館での解散コンサートのライブ盤

### ベストアルバム
- ベスト・オブ・ベスト（1971年11月1日）
- フォーリーブス：1965〜1975（1975年12月5日）-　ナレーション入りの2枚組LP
- ザ・ベリー・ベスト・オブ・フォーリーブス（2002年1月17日）- 再結成時に発売されたCD
- フォーリーブス 1968-1978（2006年8月27日）-　5枚組のCD-BOX

### オムニバスアルバム
- ハンナ・バーベラ日本語版主題歌集 （1994年9月28日、東芝レコード/東芝EMI、2枚組） フォーリーブスが歌ったテレビアニメ『電子鳥人Uバード （アメリカでの原題：BIRDMAN AND THE GALAXY TRIO）』（1971年8月2日 - 12月13日、NETテレビ）のオープニングテーマ『電子鳥人Uバード』と、エンディングテーマ『銀河トリオのうた』を収録。
- コカ・コーラCMソング集 1962 - 89 （2005年3月24日、2枚組）  1968年にフォーリーブスが歌ったコカ・コーラのCMソング『青い空青いからコカ・コーラ』を収録。

### レコード化されていない楽曲
- 君のために 
  - 北公次主演のテレビドラマ『ボクは恋人』（1974年4月5日 - 9月27日、フジテレビ）の主題歌として使われた、北公次のソロボーカルによるテレビオンエアバージョン。 　
  - 『君のために』は1974年2月1日に発売されたフォーリーブスのアルバム『スーパープレゼント'74』に収録されているが、レコードでは青山孝がソロで歌唱している。
- オブ・ラ・ディ、オブ・ラ・ダ  
  - ビートルズのカバー曲。 1974年8月・9月にNHK『みんなのうた』にて使用。 訳詞：黒木宏。
- 青春に乾杯 （Pour Un Flirt）  
  - 原曲はミッシェル・デルペッシュ。
  - 1977年8月14日放送のNHK『レッツゴーヤング』にて日本語訳でカバーした。訳詞：山上路夫。

## 主な出演作品

### バラエティ番組
- プラチナゴールデンショー（日本テレビ）レギュラー（第1期・第2期とも）
- ギャグジカル ジュンとヨッパ（TBS）レギュラー
- カリキュラマシーン（日本テレビ）レギュラー
- とことんやれ大奮戦!（日本テレビ）レギュラー
- 東芝ファミリーホール特ダネ登場!?（日本テレビ）準レギュラー
- 歌え!ヤンヤン!（東京12チャンネル）レギュラー
- レッツゴーヤング（NHK）レギュラー
- チビらサンデー（1976年7月4日 - 9月26日、テレビ朝日）
- ロッテ 歌のアルバム（TBS）レギュラー

### テレビドラマ
- おむすびコロリン（1969年4月2日 - 9月24日、TBS）第6話にゲスト出演
- おれは男だ!（1971年2月21日 - 28日、日本テレビ）第1話と2話にゲスト出演
- 青春をつっ走れ（1972年4月 - 7月、フジテレビ）ゲスト出演
- ぼくは叔父さん（1973年10月 - 1974年3月、日本テレビ）
- ボクは女学生（1973年10月5日 - 12月、フジテレビ）
- 小さなスーパーマン ガンバロン（1977年4月3日、日本テレビ）第1話にゲスト出演

### 映画
- 初笑いびっくり武士道（1972年1月21日公開、松竹・大船撮影所） - 2003年6月に『びっくり武士道』のタイトルでDVD化。
- 急げ!若者 TOMORROW NEVER WAITS（1974年7月20日公開、東宝/ジャック・プロ） - 共演した郷ひろみや9名のジャニーズ・ジュニアと共に舞台挨拶も行う。

### ラジオ

#### おりも政夫
- ロッテ 集まれ!ヤンヤン 熱気でムンムン!（1975年8月 - 、ニッポン放送、公開録音番組）

### ミュージカル
- いつかどこかで〜フォーリーブス物語（1967年6月、大阪フェスティバルホール） ジャニーズJr.としての出演
- フォーリーブスヤングサプライズ「少年たち」（1969年12月、大阪フェスティバルホール、日生劇場）
  - 少年たちシリーズ〜ミュージカル'70 「少年たち-完結篇-」（1970年5月30日&6月1日、日生劇場）
  - 少年たちシリーズ〜フォーリーブス・ミュージカル「素足でかける時」 （1970年、企画・構成・演出：フォーリーブス、芸術祭参加作品ミュージカル）
  - 少年たちシリーズ〜フォーリーブス・ミュージカル「太陽からの少年」（1971年4月）
  - 少年たちシリーズ〜フォーリーブス・ミュージカル「明日なき友情」（1971年8月）
  - 少年たちシリーズ〜フォーリーブス・ライブ・ミュージカル「生きていくのは僕たちだ!」（1972年1月、芸術祭参加作品ミュージカル、帝国劇場）
- オー・マイ・ママ（1969年12月）
- フォーリーブス・ショー「希望の翼」（1970年12月）
- ミュージカル・コメディー「おかしな童話」（1972年3月）
- ミュージカル「僕がうたうとき!」（1972年8月）
- 星に帰った若者（1973年1月）
- 見上げてごらん夜の星を（1973年6月 - 9月、フォーリーブス結成7周年記念ミュージカル）
- ミュージカル「発射前17時間」（1974年8月）
- オリジナルミュージカルプレイ 「友情」（1975年、「フォーリーブス リサイタル'75」にて）
- ライブ・ミュージカル「少年たちパートII〜青春の光と影」（1976年3月 - 4月、「フォーリーブス結成10周年記念リサイタルVOL.1」にて）
- ウェルカム・トウ・ザ・ショー フォーリーブス物語（1976年8月、「フォーリーブス結成10周年記念リサイタルVOL.2」にて）

### 日本劇場でのステージ
- 第33回ウエスタン・カーニバル（1967年8月26日 - 9月1日）
- 第34回ウエスタン・カーニバル（1968年1月15日 - 22日）
- 第35回ウエスタン・カーニバル（1968年5月4日 - 10日）
- 第36回ウエスタン・カーニバル（1968年8月26日 - 9月2日）
- 第37回ウエスタン・カーニバル（1969年1月14日 - 21日）
- 第38回ウエスタン・カーニバル（1969年5月5日 - 12日）
- 小川知子ショー（1969年5月20日 - 26日）
- 第39回ウエスタン・カーニバル（1969年8月25日 - 9月1日）
- 第40回ウエスタン・カーニバル（1970年1月15日 - 22日）
- 第41回ウエスタン・カーニバル（1970年5月2日 - 8日）
- 第42回ウエスタン・カーニバル（1970年8月25日 - 9月1日）
- 第43回日劇新春ウエスタン・カーニバル（1971年1月15日 - 22日）
- 第44回日劇ウエスタン・カーニバル〜みんなで踊ろう!（1971年4月23日 - 29日）
- 第45回ウエスタン・カーニバル（1971年8月27日 - 9月2日）
- 第46回ウエスタン・カーニバル（1972年1月15日 - 22日）
- 第49回ウエスタン・カーニバル「フォーリーブスショー」（1973年5月4日、小井戸秀宅とともに北公次が振付を担当）
- 第54回ウエスタン・カーニバル （1975年8月28日）

### NHK紅白歌合戦出場歴
| 年度/放送回               | 回 | 曲目                 | 出演順 | 対戦相手         |
| ------------------------- | -- | -------------------- | ------ | ---------------- |
| 1970年（昭和45年）/第21回 | 初 | あしたが生まれる     | 20/24  | 奥村チヨ         |
| 1971年（昭和46年）/第22回 | 2  | 地球はひとつ         | 13/25  | 朝丘雪路         |
| 1972年（昭和47年）/第23回 | 3  | 夏のふれあい         | 02/23  | 和田アキ子       |
| 1973年（昭和48年）/第24回 | 4  | 若いふたりに何が起る | 07/22  | 金井克子         |
| 1974年（昭和49年）/第25回 | 5  | 急げ!若者            | 04/25  | 小柳ルミ子       |
| 1975年（昭和50年）/第26回 | 6  | ハッピー・ピープル   | 11/24  | アグネス・チャン |
| 1976年（昭和51年）/第27回 | 7  | 踊り子               | 03/24  | キャンディーズ   |

注意点
- 出演順は「出演順/出場者数」で表す。

### CM
- ソニー「カセットコーダー TC-100B」（1969年）
- 日清食品「焼そばジョイカップ101」（1974年）
- コカ・コーラ
- ロッテ

## 書籍
- フォーリーブスの伝説（1976年、たいりゅう社）
- フォーリーブス 青春共和国（ペップ出版）
- 抱きしめたい〜I wanna hold your heart（2003年1月31日、実業之日本社）
  - 出版記念として、銀座・福家書店にて握手会が開催された。
- みあげてごらん〜いつも愛〜（2004年3月25日、スタジオワープ）
  - 4人が作と文を担当した絵本。

### 写真集
- フォーリーブス イン U.S.A.（1972年12月、講談社）